# El día de la luna
El día de la luna (Day of the Moon) es el segundo episodio de la sexta temporada moderna de la serie británica de ciencia ficción Doctor Who, emitido originalmente el 30 de abril de 2011. Es la segunda parte de una historia en dos episodios que comienza con El astronauta imposible.

## Argumento
Durante los tres meses siguientes al final de El astronauta imposible, el Undécimo Doctor (Matt Smith), Amy Pond (Karen Gillian), Rory Williams (Arthur Darvill) y River Song (Alex Kingston) han estado intentando seguir la pista del Silencio, unos alienígenas a los que no se les puede recordar cuando se les quita la vista tras encontrarles. El exagente del FBI Canton Delaware (Mark Sheppard), bajo la farsa de capturarles como criminales, logra reunir al grupo dentro de una prisión especial en el Área 51 que tiene en su interior la TARDIS. Aunque no saben el nombre ni la motivación de los alienígenas, los aliados del Doctor han descubrierto que están por todo el planeta, y que tienen la habilidad de colocar sugestiones posthipnóticas en los humanos que encuentran. El Doctor implanta un dispositivo comunicador llamado nanograbador en las manos de cada uno para grabar el audio de sus encuentros con el Silencio. Mientras viajan al Centro Espacial Kennedy, antes del lanzamiento del Apolo 11, Amy le dice al Doctor que estaba equivocada y que no está embarazada como había dicho antes.
Mientras el Doctor modifica parte del módulo del Apolo 11, Canton y Amy visitan un orfanato cercano, esperando descubrir de dónde salió la niña del traje espacial. Amy descubre un nido del Silencio y una fotografía suya y de un bebé entre las fotos de la niña. Esa niña (Sydney Wade) entra con el Silencio, y Amy es abducida y llevada a su sala de control. Al llegar demasiado tarde para ayudar a Amy, el Doctor y sus aliados encuentran su dispositivo grabador. Canton logra disparar y herir a una de las criaturas, y de ella el Doctor descubre que esas criaturas son el Silencio, un grupo del que le han avisado muchos enemigos en el pasado reciente. Analizando el ahora vacío traje espacial, River se da cuenta de que la niña posee una fuerza increíble al haberlo forzado para salir de él, y que su avanzada tecnología de soporte vital habría llamado al presidente como la figura de autoridad más alta de la Tierra cuando la niña se asustó. El Doctor se da cuenta de por qué el Silencio ha estado controlando a la humanidad: al guiar sus avances tecnológicos, han empujado a la humanidad a la carrera espacial con el propósito de que construyeran el traje espacial, que debe ser crucial para sus planes. Mientras, Canton interroga al Silente capturado en el área 51, que se burla de la humanidad por atenderle bien cuando "deberíais matarnos a primera vista". Canton graba esta frase con el móvil de Amy.
El Doctor usa el dispositivo comunicador de Amy para localizar su situación, y aterriza la TARDIS en la sala de control del Silencio cinco días más tarde. Mientras River y Rory mantienen acorralado al Silencio, el Doctor les muestra la retransmisión de la llegada del hombre a la luna. Mientras lo ven, el Doctor usa su modificación en el módulo del Apolo para insertar la grabación de Canton del Silente herido. Esto provocará que los humanos ataquen al Silencio en el mismo momento que les vean. El grupo libera a Amy y se marcha en la TARDIS, mientras River mata a todos los del Silencio en la sala de control.
River rechaza viajar permanentemente con el Doctor, que la devuelve a su prisión de Stormcage para mantener una promesa. Ella se despide del Doctor con un beso y, como este nunca la había besado antes, ella deduce con mezcla de tristeza y desesperación que ese será el último beso que ella tenga con él. En la TARDIS, Amy parece no recordar su fotografía en el orfanato, y dice que ella le dijo al Doctor y no a Rory que creía estar embarazada por su miedo de que el viaje en la TARDIS hubiera afectado el desarrollo del bebé. Mientras el trío se marcha, el Doctor usa discretamente el escáner de la TARDIS para determinar si Amy está o no embarazada.
Seis meses más tarde, un sin techo en Nueva York se acerca a la niña del traje. La niña dice que se está muriendo, pero que puede arreglarlo. Ante los ojos del hombre, parece comenzar el proceso de regeneración, una habilidad que solo poseen los Señores del Tiempo.

### Continuidad
El plató de la sala de control del Silencio es una reutilización del plató de la nave del piso de arriba de El inquilino. El Doctor la describe como "muy Aickman Road", una referencia a la casa en la que estaba esa nave en aquel episodio. La mujer del parche en el ojo aparece por primera vez en este episodio, y seguirá haciendo apariciones similares en La maldición del punto negro, y La carne rebelde, antes de que se revele su conexión con Amy en Las casi personas. El Doctor usa el escáner de la TARDIS para detectar un estado alternativo de embarazo y no embarazo. El Doctor repite el escáner con el mismo resultado en La maldición del punto negro y La carne rebelde.
El Doctor y Rory hablan de que ambos estuvieron presentes en la caída de Roma. Como Auton, Rory guardó la Pandórica desde la época romana hasta la actualidad en El Big Bang, y el Primer Doctor provocó sin querer el Gran incendio de Roma en The Romans.

## Producción

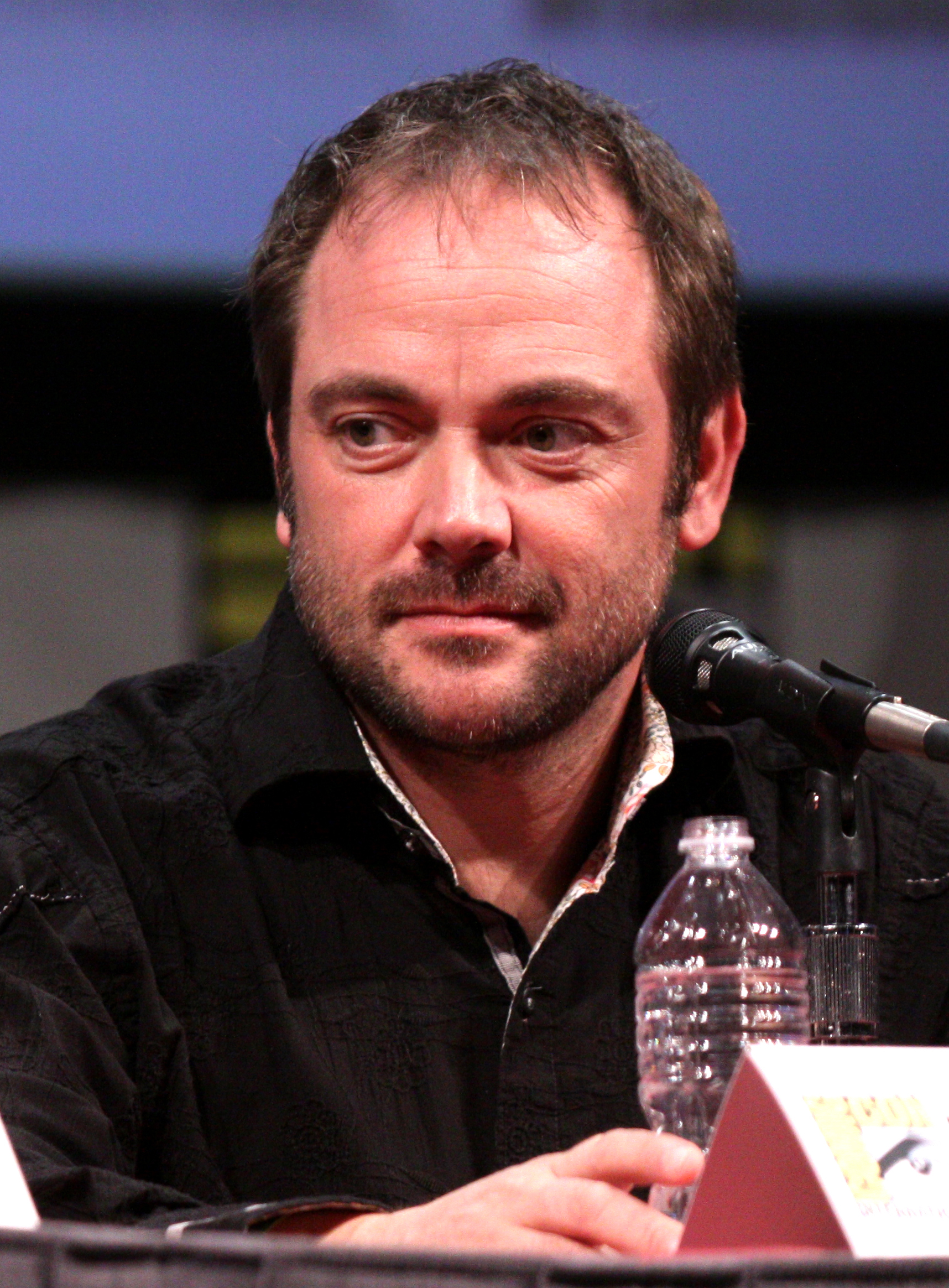
La escena de apertura se basó en la historia del actor invitado Mark Sheppard de tener que hacer papeles de villanos en la televisión estadounidense.

Steven Moffat, director de guiones de la serie, dijo antes de la emisión que esta sería una de las aperturas más oscuras de temporada jamás hechas para Doctor Who. El director Toby Haynes creyó que episodios oscuros como El astronauta imposible y El día de la luna permitiría a la serie entrar en "territorio más peligroso". La creación del Silencio se inspiró parcialmente en la pintura El grito de Edvard Munch. Presentar a los villanos alienígenas se convirtió en un "gran desafío" para los productores; enlazaría con el arco suelto "el silencio caerá" que se vio durante la quinta temporada moderna. Moffat no quería acabar ese arco argumental en esa temporada, ya que pensó que sería "más divertido" continuarlo. En otro punto del episodio, se escribió a Delaware para ser traidoramente antagonista contra los protagonistas, lo que se basó en el pasado del actor Mark Sheppard de villanos para su trabajo en la televisión estadounidense. A Moffat también le atrajo la idea de que el Doctor estuviera apresado con barba en el Área 51. Smith llevó una barba falsa pegada, que le fue difícil quitarse.
Incorporar a Nixon en la trama fue accidental; Moffat quería ambientar la historia en el aterrizaje en la luna, y buscó quién era el presidente de los Estados Unidos en esa época. Al principio le decepcionó que fuera uno "tan mierda" y consideró brevemente usar un presidente genérico sin nombre, como el de El sonido de los tambores. Sin embargo, pensó que "no quedaba bien para una historia parcialmente ambientada en eventos reales" y se dio cuenta de que podría ser divertido usar a Nixon. Creyó que había algo "cómicamente raro" en él, y que sería interesante que el Doctor tuviera que trabajar con alguien que no le gustara. El episodio hace referencia al escándalo Watergate y a David Frost. Muchas de las escenas de apertura se rodaron en Estados Unidos, en Utah y Arizona. Sin embargo, la secuencia en la que Delaware persigue a River por Nueva York se rodó en realidad en el centro de Cardiff, construyendo un decorado para la secuencia del salto.

## Emisión y recepción
Las mediciones nocturnas de audiencia fueron de 5,4 millones de espectadores, 1,1 millones menos que la semana anterior. Las mediciones definitivas fueron de 7,3 millones de espectadores, y la puntuación de apreciación fue de 87, considerado "excelente".
El episodio encontró generalmente críticas positivas. Dan Martin de The Guardian alabó el episodio por su "acción, tensión, horror, y River Song en traje de trabajo", pero pensó que "se queda un poco a la deriva en el intermedio". Creyó que las escenas de Amy y Delaware en el orfanato fueron el "punto de terror" del episodio. Más tarde lo clasificaría como el cuarto mejor episodio de la temporada, sin contar en la lista La boda de River Song. Morgan Jeffery de Digital Spy dijo: "tras el sensacional gambito inicial que arrancó el comienzo de la temporada, probablemente no sorprende que El día de la luna comience con una embestida furiosa de acción similarmente emocionante". Jeffery fue positivo hacia el nanograbador, que proporcionó al episodio "un buen número de momentos intranquilizadores en los que los personajes escuchaban sus propias exclamaciones aterrorizadas sobre el Silencio". Sin embargo, Jeffery pensó que las escenas finales "exponen las debilidades de este episodio - simplemente, que se dejó demasiado sin resolver". En conclusión, el crítico dijo que "Mientras El astronauta imposible lució el arranque, El día de la luna falla en proporcionar la resolución". Jeffery le dio al episodio 4 estrellas sobre 5.
Tom Phillips de Metro dijo que "El paso de Amy y Canton por el orfanato no fue solo un punto álgido del terror de poner la carne de gallina en la tele reciente - esa imagen del Silencio colgados en el techo como hombres-murciélago cadavéricos vivirá en las pesadillas de muchos, muchos niños - sino también genuina y propiamente raro". Dave Golder de SFX pensó que aunque la temporada "apunta a ser como ninguna antes, mientras el programa se aparta todavía más de su formato tradicional de temporadas de historias individuales secuenciales y más hacia el estilo argumental de Lost", el episodio "no es un mero ejercicio de gratificación con retraso. ¿Quieres diversión? ¿Quiere terror? ¿Quieres acción? Aquí lo tienes - todo no tan bien atado con una pajarita". Golder siguió diciendo que "una vez más nos obsequian con una dirección impresionante, interpretaciones gloriosas, efectos especiales casi sin defectos y localizaciones fantásticas... El día de la luna es gran diversión, entretenimiento sin esfuerzos... todo bendecido con un cliffhanger tan inesperado de quedarse con la boca abierta que está destinado a dejar enganchados a los espectadores". Le dio al episodio 4 estrellas sobre 5.
Matt Risley de IGN le dio al episodio un 9 sobre 10, diciendo que "mantenía los escalofríos, la emoción y los giros de la trama de El astronauta imposible, mientras resumía de alguna forma el tormentoso ritmo de su predecesor en 45 minutos de televisión de argumento casi perfecto". Comparándolo con El astronauta imposible, dijo que era "más aterrador, inquietante... y con más acción en todos los sentidos... y también logró dejar las cosas en una nota apropiadamente épica y de expansión de mitos". Concluyó con que "el programa en conjunto tiene una flamante nueva energía, y no podemos esperar para ver a dónde va Who desde aquí".
Gavin Fuller del Daily Telegraph, fue más crítico con el episodio, diciendo que "tras preparar un cliffhanger interesante la semana pasada, fue un poco incordiante que Steven Moffat hiciera su truco otra vez de desviarse bruscamente con la secuencia precréditos de esta semana, y con más supuesto valor de impacto con las escenas de Amy y Rory", pero también le incordió "que lo que estaba pasando ahí, y cómo lo influía los eventos del episodio anterior, nunca se llegaron a explicar del todo, dejando a la audiencia que rellenara los huecos". Fuller pensó que la trama y el final "solo traía más preguntas que respuestas", pensando que el arco argumental "requeriría la concentración de la audiencia durante muchas semanas; cualquier espectador ocasional, y sospecho que no pocos fans, se quedarán confusos con los acontecimientos", pero aun así pensó que el episodio "fue interesante y mostró cómo, cuando los guionistas usan la imaginación, Doctor Who puede contar historias de una forma que pocas cosas en televisión pueden hacer".